# 大海波遗址
大海波遗址，现位于中华人民共和国云南省楚雄市广通镇大海波村大海波水库，为战国时期遗址。

## 特点
1961年，在楚雄大海波水电站工地发现的一个战国墓，其中出土一具铜鼓，为万家坝型，现存云南省博物馆。此外还出土青铜剑、矛、锄等器物。

## 图片

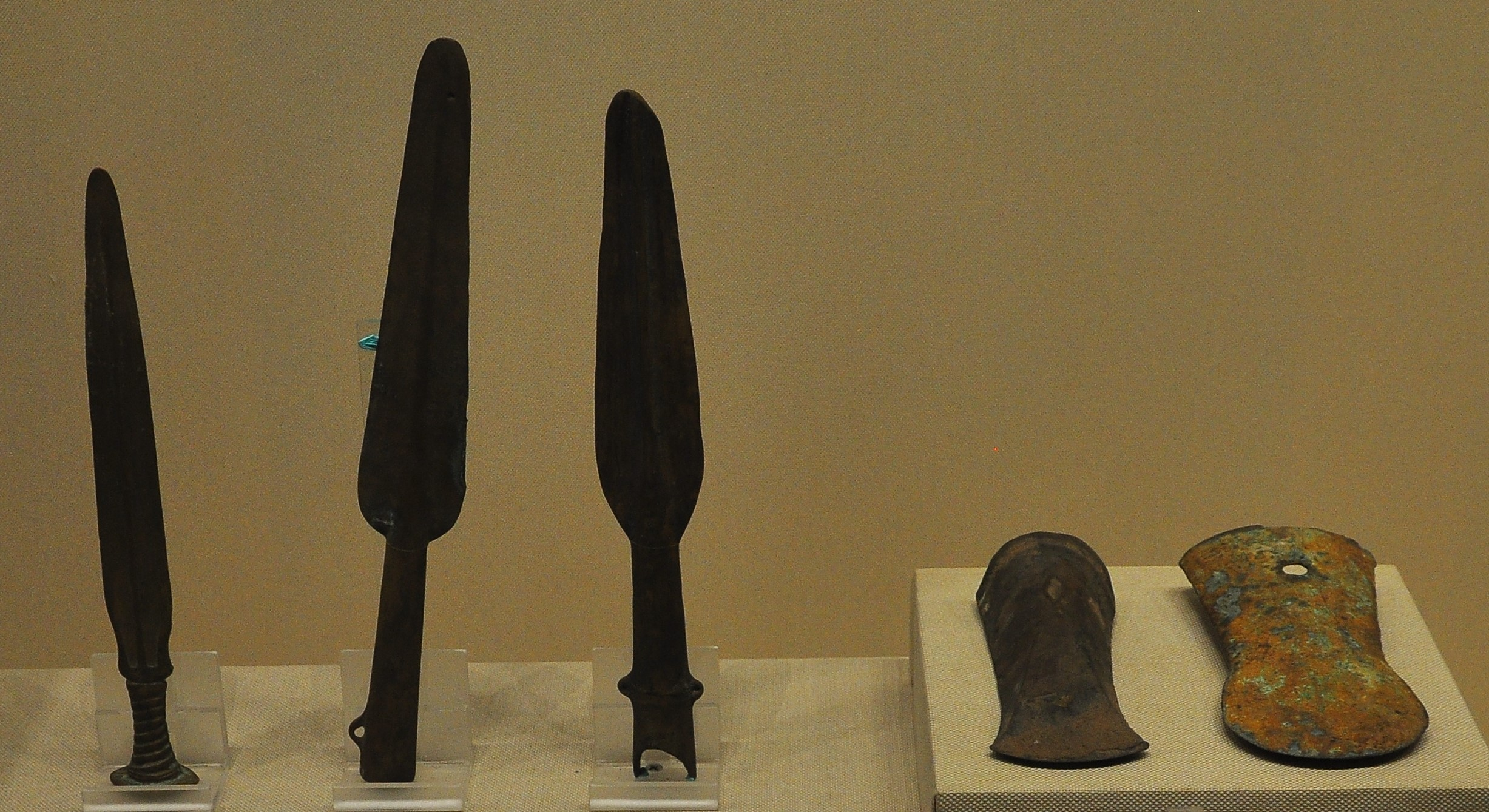
铜矛、铜斧、铜锛，出土自大海波遗址，藏于云南省博物馆
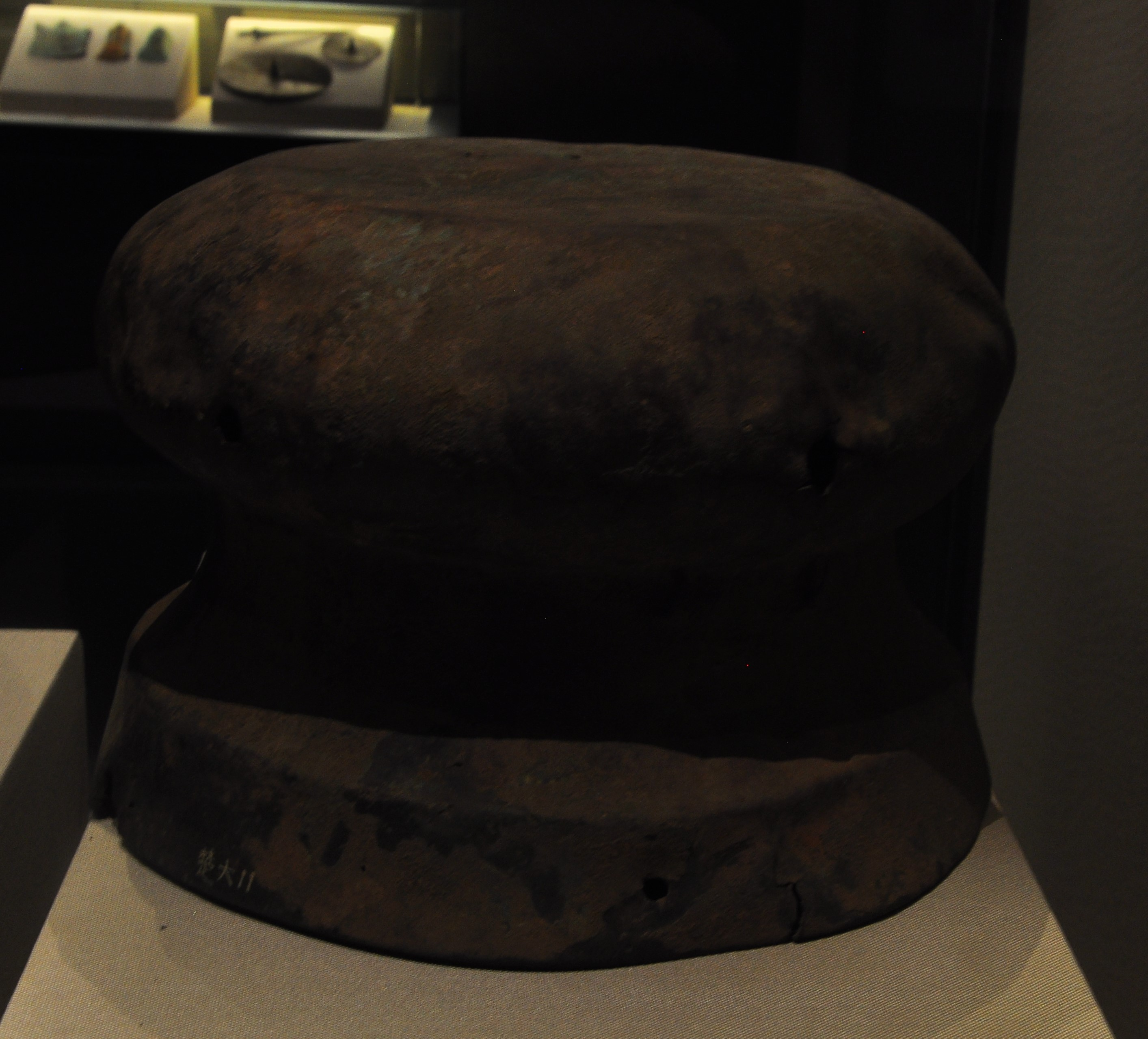
万家坝型铜鼓“楚大11号”，出土自大海波遗址，藏于云南省博物馆